# Monja Roindefo
Monja Roindefo Zafitsimivalo ou também Roindefo Monja Zafitsmivalo (n. 1965) político, é o atual primeiro-ministro de Madagascar. Seu pai, Jaona Monja, também foi um político no país.
Em 7 de fevereiro de 2009 Andry Rajoelina depôs o então presidente Marc Ravalomanana e instituiu um governo de transição. Este governo confirmou Monja Roindefo como primeiro-ministro em 17 de março de 2009.